# Amnestiewet
Een amnestiewet is een wet volgens welke amnestie wordt verleend, meestal voor  misdaden uit een bepaalde periode, in een bepaalde context of door een bepaalde groep mensen.
Meestal worden dergelijke brede wetten aangenomen om (politieke) rust in een land te brengen na een periode van politieke instabiliteit, staatsgrepen of rebellie.

## Suriname
Een voorbeeld van een amnestiewet is die van Suriname. Deze wet uit 1992 verleent amnestie voor zo'n 20 strafbare feiten uit het Surinaamse Wetboek van Strafrecht gepleegd tussen 1 januari 1985 en 19 augustus 1992. Dat was de periode van de Binnenlandse Oorlog tussen het Nationaal Leger onder leiding van Desi Bouterse en het Junglecommando van Ronnie Brunswijk. De wet werd in april 2012 verruimd. Dit had toen echter geen invloed meer op lopende rechtszaken.